# Le Portrait de Mireille
Pour plus de détails, voir Fiche technique et Distribution.
Le Portrait de Mireille est un film muet français réalisé par Léonce Perret et sorti en 1909.

## Fiche technique
- Réalisation : Léonce Perret
- Scénario : Louis Feuillade, Abel Gance
- Société de production : Société des Etablissements L. Gaumont
- Format : Muet - Noir et blanc - 1,33:1 - 35 mm
- Pays de production : France
- Durée : 8 minutes
- Année de sortie : 1909

## Distribution
- Fabienne Fabrèges
- Jeanne Marie-Laurent
- Marc Mario
- Léonce Perret
- Valentine Petit